# خوسيه بيراوندو
خوسيه بيراوندو (بالإسبانية: José Berraondo)‏ (من مواليد 4 نوفمبر 1878) لاعب ومدرب كرة قدم إسباني سابق، ودرب ريال مدريد لمدة موسمين من 1927 حتى عام 1929. وايضاً لعب لريال مدريد لمدة 4 مواسم من 1904 حتى 1908، وكان كابتن الفريق في هذه الفترة. وفاز في 4 بطولات كأس ملك إسبانيا.

## روابط خارجية
- خوسيه بيراوندو على موقع قاعدة بيانات كرة القدم.إي يو (الإنجليزية)
- خوسيه بيراوندو على موقع عالم كرة القدم.نت (الإنجليزية)
- خوسيه بيراوندو على موقع أوليمبيديا (الإنجليزية)